# インラインスピードスケート
インラインスピードスケート (英: Inline speed skating) は、ローラースケート（インラインスケート）を用いてタイムやポイントを競うローラースポーツ。

## 競技場

### トラック
トラックは、屋外または屋内の、2つの同じ長さの直走路と同じ半径の2つの半円を備える。1周の標準の長さは200mで、コースの幅は6m以上（7m以上が望ましい）。カーブには傾斜を備え、表面は合成樹脂とされる。

### ロード
どの地点も幅8m以上で、直線が60%以上を占めることとされる。コースは1周400ｍ～600mの周回路（クローズドロードサーキット）とオープンロードコースがある。オープンロードは勾配が5%または全体で25%を超えてはならない。

## 種目

### 実施種目
ワールドゲームズ2022では、以下の種目が開催された。全て男女ともに実施。
- トラック
  - 200mデュアルタイムトライアル
  - 500m+Dスプリント
  - 1000mスプリント
  - 10000mエリミネーション
  - 10000mポイント・エリミネーションレース
- ロード
  - 100mスプリント
  - 1周スプリント
  - 10000mポイントレース
  - 15000mエリミネーションレース

世界選手権では上記に加えて、以下の種目が開催される。全て男女ともに実施。
- トラック
  - 5000mポイントレース
  - 3000mリレー
- ロード
  - マラソン

### 種目解説

#### デュアルタイムトライアル
施行距離：トラック200m
タイムで順位を決定する。一度に2人ずつ1周を走行する。

#### スプリント
施行距離：トラック500m+D/トラック1000m/ロード100m/ロード1周
2名～8名の選手で同時に走行し、着順（予選はタイムレース）で順位を決定する。トラックレースの500m+Dは直線の中央からスタートして2周半行い直線末端がゴール。1000mは5周走行する。

#### エリミネーションレース
施行距離：トラック10000m/ロード15000m
大勢で一斉にスタート。決められた周回ごとに最下位の者が脱落し、最後に残った3名～5名の着順で順位を決定する。脱落者はアナウンスによる宣告でレースから脱落する。具体的には以下の通り。
トラック10000mエリミネーションレース（50周）
残り50周～46周（スタートから5周）は何も起こらない。27名で行う場合、残り45周～5周は2周ごとに1名ずつ脱落（27名→6名）し、残り3周～1周は1周ごとに1名ずつ脱落（6名→3名）する。ゴール時は3人が残る。28名以上で行う場合は最初の脱落回から順番に（残り45周、43周、41周の順に）脱落者を2名に増やす。26名以下の場合は、残り45周、43周、41周、…の順に脱落免除回となる。
途中で失格や棄権、周回遅れ除外などにより欠員が生じた場合は、その数だけ脱落免除となる。
決勝の上限は30名で超えた場合は予選を実施する。
ロード15000mエリミネーションレース
脱落回数は審判長が周回の距離や周回数に応じて決定する。ただし、最後の脱落回は残り1周とし、3名～5名が残るよう編成する。

#### ポイントレース
施行距離：トラック5000m/ロード10000m
大勢で一斉にスタート。レース途中から周回ごとにポイントが加算され、完走者のうち獲得した合計点により順位を決定する。どのような理由でも（失格、棄権、周回遅れ除外含め）完走できなかった場合、途中で獲得した点数は失われる。同点の場合は、ゴール時の着順で決定する。具体的には以下の通り。
トラック5000mポイントレース（25周）
残り25周～22周（スタートから3周）は何も起こらない。残り21周から1周ごとにスプリントが行われ（通過順位で点数が与えられ）、合計点で順位を決定する。
- 残り21周から1周ごとに：1位2点、2位1点
- ゴール時：1位3点、2位2点、3位1点

ロード10000mポイントレース
スタートから2周（1周400mを超えるコースでは最初の1km）は何も起こらない。その後、1周ごとにスプリントが行われ（通過順位で点数が与えられ）、合計点で順位を決定する。
- 3周目から1周ごとに：1位2点、2位1点
- ゴール時：1位3点、2位2点、3位1点

#### ポイント・エリミネーション
施行距離：トラック10000m
大勢で一斉にスタート。周回ごとに、得点が入るスプリントと、脱落が発生するエリミネーションを交互に繰り返し、残り3周の脱落後に残った10名（予選は15名）により得点で順位を決定する。
残り50周～43周（スタートから7周）は何も起こらない。残り42周に最初のスプリントが行われ（通過順位で点数が与えられ）、以降2周ごとにスプリントが行われる。
- 残り42周から2周ごとに：1位2点、2位1点
- ゴール時：1位3点、2位2点、3位1点

同時に残り41周から2周ごとに脱落者が発生する。30名の場合、残り41～3周で2周ごとに1名ずつ脱落（30名→10名）し、ゴール時は10名が残る。31名以上で行う場合は最初の脱落回から順番に（残り41周、39周、37周、…の順に）脱落者を2名に増やす。29名以下の場合は、残り41周、39周、37周、…の順に脱落免除回となる。
決勝の上限は40名で超えた場合は予選を実施する。

#### リレー
施行距離：トラック3000m（15周）
1チーム3人で構成（登録は4名まで）。1人1回あたりの周回数は自由。リレーはフィニッシュラインを含む直線で行い、前の走者が次の走者の臀部を押すことで行う。

### その他のルール
集団から遅れて周回遅れとなった場合、審判から除外が宣告されることがある。ただし集団であれば周回遅れでも除外とはならない。周回遅れまたは失格・棄権などの競技者の順位は、発生した順に下位の順位が付けられる。

## 主な大会
- ワールドゲームズインラインスピードスケート競技（英語版）
- 世界インラインスピードスケート選手権大会（英語版）